# Анна де Медичи (1553 – 1553)
Вижте пояснителната страница за други личности с името Анна де Медичи.
Анна де Мèдичи (на италиански: Anna de' Medici; * 19 март 1553, Флоренция, Флорентинско херцогство; † 1 август 1553, пак там) е флорентинска принцеса.

## Произход
Тя е 10-тото дете на Козимо I де Медичи (1519 – 1574), първи Велик херцог на Тоскана, и на съпругата му Елеонора ди Толедо (1522 – 1562). Нейни дядо и баба по бащина линия са кондотиерът Джовани дале Банде Нере и Мария Салвиати, а по майчина – дон Педро Алварес де Толедо и Сунига, вицекрал на Неапол, и Мария Осорио и Пиментел, маркиза на Вилафранка дел Биерсо. Има седем братя и три сестри:
- Мария Лукреция (1540 – 1557)

- Франческо I (1541 – 1587), 2-ри Велик херцог на Тоскана
- Изабела (1542 – 1576), херцогиня на Брачано като съпруга на Паоло Джордано I Орсини
- Джовани (1543 – 1562), епископ на Пиза и кардинал от 31 януари 1560 г.
- Лукреция (1544 или 1545 – 1561), херцогиня на Ферара, Модена и Реджо като съпруга (1560) на Алфонсо II д’Есте
- Пиеро (Педрико) (1546 – 1547)
- Гарция (1547 – 1562)
- Антонио (1548 – 1548)
- Фердинандо I (1549 – 1609), кардинал от 1562 г., след смъртта на брат си Франческо I става 3-ти Велик херцог на Тоскана (1587)
- Пиетро, понякога наричан Пиеро или Педро и известен в Испания като Дон Педро (1554 – 1604), военен, генерал и политик.

Освен това има една полусестра от втория брак на баща си и един полубрат и две полусестри от негови извънбрачни връзки.